# Gran Tuc de Colomèrs
De Gran Tuc de Colomèrs is een berg in de centrale Pyreneeën in het noordwesten van Catalonië. De berg ligt relatief centraal in het Nationaal park Aigüestortes i Estany de Sant Maurici. De vallei ten noorden van de Gran Tuc de Colomèrs behoort echter niet tot de centrale beschermingszone van het park, maar enkel tot de perifere beschermingszone. De bergtop ligt op de waterscheiding tussen het Val d'Aran in het noorden (stroombekken van de Garonne) en het stroomgebied van de Noguera de Tor (Vall de Boí, Ebro-bekken). Net als de nabije Montardo en Besiberri Nord ligt de Gran Tuc de Colomèrs op de hoofdwaterscheiding van de Pyreneeën en op de Europese waterscheiding tussen Atlantische Oceaan en Middellandse Zee.